# Can Rogiet
Can Rogiet és una obra eclèctica d'Alella (Maresme) protegida com a Bé Cultural d'Interès Local.

## Descripció
Edifici civil de planta pràcticament quadrada. Al mig presenta un cos elevat que permet l'accés al terrat.
Format per planta baixa i dos pisos, destaquen els balcons frontals del primer pis i les finestres aparellades d'arc de mig punt que recorren tant la façana frontal com les laterals.
Els murs són arrebossats de manera que imiten els carreus.
L'entrada al jardí es fa per un reixat de ferro.